# Namibisches Nationalmuseum

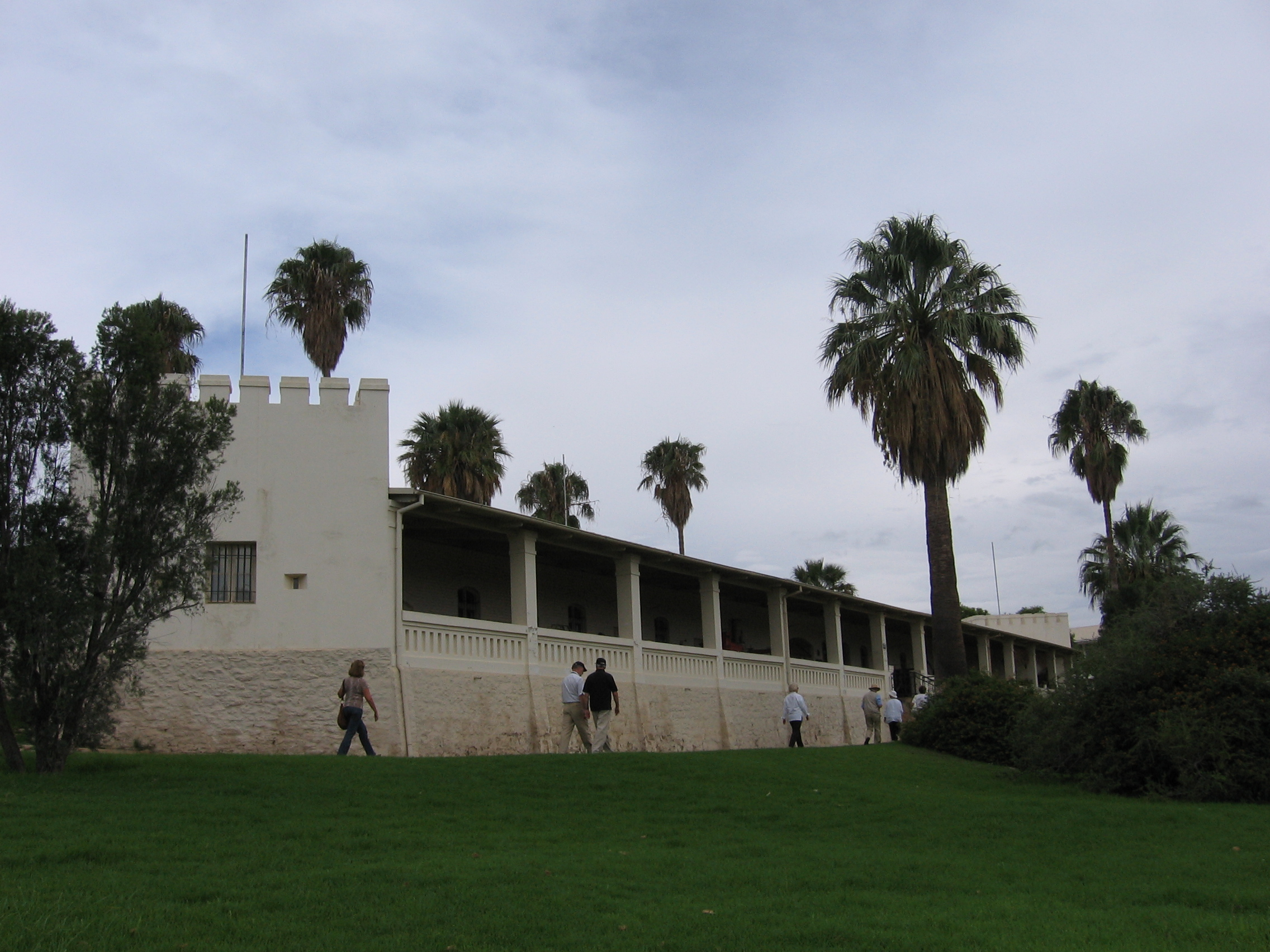
Die kolonialhistorische Abteilung des Nationalmuseum befand sich in der Alten Feste (2008)

Das Namibische Nationalmuseum (englisch National Museum of Namibia) ist ein Museum in Namibia. Es ist eine staatlich geförderte Kultur- und Forschungseinrichtung mit sowohl staatlichen als auch privaten Forschungsaufträgen. Das Nationalmuseum von Namibia hat seinen Hauptsitz an der Robert Mugabe Avenue im Windhoeker Stadtteil Central, im ehemaligen Gebäude der Kaiserlichen Realschule, gegenüber der Alten Feste.
Es geht auf das 1907 gegründete „Landesmuseum“ der deutschen Kolonialverwaltung zurück; es wurde 1957 in „Staatsmuseum“ umbenannt und erhielt 1994 seinen heutigen Namen.
Das Nationalmuseum ist in zwei Standorten untergebracht:
- „Alte-Feste“ mit der geschichtlichen und nationalkundlichen Ausstellung – seit Ende 2014 ohne Ausstellungsgegenstände
- „Owela-Museum“ mit der naturwissenschaftlichen und zoologischen Ausstellung  – seit 2022 wegen Sanierungsstaus geschlossen; das Museum soll noch 2025 wiedereröffnet werden.[1]

Das unweit gelegene Unabhängigkeits-Gedenkmuseum ist ein nationales Museum, trägt aber nicht die Bezeichnung Nationalmuseum. Weitere Museen im Land dienen als nationale Museen, tragen dieses aber nicht unbedingt in ihrem Namen.

## Owela-Museum
Das Owela-Museum unterhält mit 1,25 Millionen zoologischen Exemplaren die umfangreichsten Sammlungen und Forschungsabteilungen zum geologischen und zoologischen Reichtum des Landes.
Naturkunde
- Entomologie – größte Sammlung seiner Art in Afrika mit 1,045 Millionen Exemplaren
- Arachnologie und Myriapodologie – 121.000 Exemplare
- Ichthyologie – 3500 Exemplare
- Herpetologie – 11.000 Exemplare
- Mammalogie und Ornithologie – 40.000 Exemplare

Sozialwissenschaften (Auswahl)
- Archäologie
- Anthropologie
- Moderne Geschichte